# 中華人民共和国国家食品薬品監督管理局
中華人民共和国の国家食品薬品監督管理局（こっかしょくひんやくひんかんとくかんりきょく, 国家食品药品监督管理总局, China Food and Drug Administration, CFDA)は、中国国務院の直属の機関である。日本の厚生労働省医薬食品局や米国のFDAに相当する。旧称はState Food and Drug Administration, SFDA。

## 業務
食品、健康食品、化粧品の品質安全管理と医薬品（漢方原料、漢方薬、中国特許薬品、化学原材料とその製剤、抗生物質、生化薬品、生物製品、診断薬品、放射性薬品、麻酔薬品、毒性物質、向精神薬品、医療機器、衛生材料、医薬品梱包材料等）の研究、製造、流通、利用に際しての行政管理と技術監督、薬品全般、食品、保健品と化粧品の生産と品質の認証の管理監督業務を中国大陸で統括する。